# Grote Prijs Gerrie Knetemann
Der Grote Prijs Gerrie Knetemann war ein niederländisches Straßenradrennen.
Das Rennen wurde 2006, zwei Jahre nach dem Tod von Gerrie Knetemann, zum ersten Mal ausgetragen, und fand 2006 und 2007 im Juni bzw. Juli statt. 2008 fand das Rennen nicht mehr statt, da kein Hauptsponsor gefunden wurde. Austragungsort war die niederländische Provinz Gelderland. Das Eintagesrennen zählte zur UCI Europe Tour und war in die Kategorie 1.1 eingestuft.

## Sieger – Männer
- 2007  Olivier Kaisen
- 2006  Roy Sentjens

## Sieger – Frauen
- 2007  Mirjam Melchers
- 2006  Chantal Beltman